# Jovan Medina
Jovan Medina es un artista marcial puertorriqueño, hijo del fundador de la internacional Kyodai Ryu, Freddie Medina.
Desde los 3 años comienza a seguir los pasos de su padre y en su adolescencia comienza su práctica bajo la supervisión de su padre. Enseña en su natal Puerto Rico y además preside la junta directiva de esta organización. Jovan alcanzó un récord en su carrera de arte marcial, entre sus títulos se encuentran los torneos de su país de Puerto Rico y logrando nominarse bajo los títulos de Over-All World Black Belt Champions en los Estados Unidos, Venezuela, México, Panamá, Canadá, República Dominicana, Argentina y entre otros países, siendo un ejemplo para cada uno de los miembros de la familia tradicional de kyodai Ryu.